# هيروكي أندو
هيروكي أندو (باليابانية: 遠藤浩輝؛ بالكانا: えんどう ひろき) هو مانغاكا ياباني، ولد في 3 نوفمبر 1970 في أكيتا في اليابان.

## روابط خارجية
- هيروكي أندو على موقع ANN person (الإنجليزية)